# Șimand, Arad
Șimand (în maghiară: Alsósimánd, în germană: Schimand) este satul de reședință al comunei cu același nume din județul Arad, Crișana, România.

## Așezare
Localitatea se situează în zona de contact a Câmpiei Aradului cu Câmpia Crișurilor, pe Canalul Morilor, la o distanță de 30 km față de municipiul Arad și se întinde pe o suprafață de 10028 ha.

## Populația
Populația așezării număra la ultimul recensământ 4.016 locuitori. Din punct de vedere etnic, populația avea următoarea structură: 87,2% români, 4,8% maghiari, 7,0% rromi, 0,9% germani și 0,1% alte naționalități și populație nedeclarată.

## Istoric
Prima atestare documentară a localității Șimand datează din anul 1290, dar urmele locuirii de pe acest teritori se pierd în negura timpului. Pe teritoriul satului s-a identificat în locul numit "Grozdoaia" o necropolă sarmatică (sec. I. î.Hr.-I. d.Hr.) în care s-au găsit podoabe de chihlimbar, oglinzi din plumb și un vas ceramic dacic.

## Economie
Din punct de vedere economic, agricultura este ramura de bază, cultivarea pământului, legumicultura și creșterea animalelor fiind principalele preocupări ale locuitorilor din Șimand.

## Turism
Deși pentru mulți turiști Șimandul reprezintă o zonă de tranzit, dotările realizate în ultimii ani de-a lungul drumului european, la care se adaugă ospitalitatea locuitorilor, fac ca popasurile făcute în această localitate să fie mult mai plăcute.

## Personalități
- Ioan Mormăilă (1870 - ?), deputat în Marea Adunare Națională de la Alba Iulia, 1918
- Izidor Mormăilă (1874 - 1943), deputat în Marea Adunare Națională de la Alba Iulia, 1918